# Volailles d'Ancenis
Volailles d'Ancenis est une indication géographique protégée (IGP). Les volailles d'Ancenis sont issues de carcasses ou de découpes de volailles à chair ferme abattues à un âge proche de la maturité sexuelle et présentant des qualités organoleptiques supérieures.

## Cahier des charges
Les volailles d’Ancenis sont issues de souches rustiques à croissance lente. Elles sont élevées en plein air. Les bâtiments d’élevage sont munis de trappes ouvertes du matin jusqu’au soir, à la tombée de la nuit. Elles sont élevées sans antibiotiques et avec une alimentation sans OGM.  
|                   | Âge maximal d'accès au parcours                                          | Âge minimum d'abattage |
| ----------------- | ------------------------------------------------------------------------ | ---------------------- |
| Poulet            | 37 Du 37e au 42e jour des aménagements d'horaires sont possibles l'hiver | 81                     |
| Pintade           | 56                                                                       | 94                     |
| Chapon            | 42                                                                       | 150                    |
| Chapon de pintade | 56                                                                       | 150                    |
| Poularde          | 42                                                                       | 120                    |

## Aire géographique
L’aire géographique de l’IGP « Volailles d’Ancenis » est localisée dans le département de Loire-Atlantique et la partie ouest du département de Maine-et-Loire, à proximité de la ville d'Ancenis (actuelle commune d'Ancenis-Saint-Géréon).

## Conditions de production
Les volailles d’Ancenis sont élevées dans des bâtiments de 400 m2. Chaque bâtiment est muni de trappes qui permettent l’accès au parcours.
Quand les volailles atteignent l’âge de 35 jours, des grains de blé sont éparpillés sur la litière ce qui permet de favoriser le travail du gésier des animaux et de répondre aux besoins naturels des volailles.
Au 42e jour d’élevage, des perchoirs sont installés seulement dans les bâtiments de poulets et de pintades. Leur longueur doit être de 128 mètres minimum par bâtiment.
L’alimentation est à 100 % composée de végétaux, minéraux et vitamines, dont 75 % de céréales.
Les fermiers d’Ancenis produisent des poulets blancs, noirs et jaunes ainsi que des pintades. Au moment des fêtes, ils proposent aussi des chapons et des dindes.
Certaines clauses du cahier des charges de l'IGP peuvent faire l'objet d'une suspension temporaire pour des motifs sanitaires, comme en novembre 2023 afin de lutter contre la propagation du virus influenza aviaire hautement pathogène (IAHP).